# Dirphya lucasii
Dirphya lucasii är en skalbaggsart som först beskrevs av Thomson 1858.  Dirphya lucasii ingår i släktet Dirphya och familjen långhorningar.
Artens utbredningsområde är:
- Benin.
- Gabon.
- Sierra Leone.
- Togo.

Inga underarter finns listade i Catalogue of Life.